# Fronteira da Germânia
A Fronteira da Germânia (em latim: Limes Germanicus) foi uma linha fronteiriça de fortificações (limes) que ligava as antigas províncias romanas da Germânia Inferior, Germânia Superior e Récia, separando o Império Romano dos insubmissos germanos do ano 83 d.C. até aproximadamente 260. Nesta última data a fronteira corria desde a foz do rio Reno no Mar do Norte até aproximadamente Castra Regina (atual Ratisbona) no rio Danúbio. Os rios Reno e Danúbio proporcionavam proteção natural para incursões em massa no território romano, com exceção de um trecho entre Mogoncíaco (atual Mainz) no rio Reno a Castra Regina no Danúbio.
A Fronteira da Germânia era dividida em:
- Fronteira da Germânia Inferior, que se estendia do Mar do Norte em Katwijk nos Países Baixos ao longo dos braços do Baixo Reno (atualmente Oude Rijn, Leidse Rijn, Kromme Rijn e rio Reno Baixo)
- Fronteira da Germânia Superior, iniciando no rio Reno em Rheinbrohl (distrito de Neuwied) através da Monte Tauno ao rio Meno (leste de Hanau), seguindo então ao longo do rio Meno até Miltenberg, e de Osterburken (Neckar-Odenwald-Kreis) ao sul de Lorch (em Ostalbkreis, Württemberg), em uma linha quase reta de mais de 70 km;
- Fronteira da Récia, do leste de Lorch ao castro de Eining (próximo a Kelheim) no rio Danúbio.

Seu comprimento total foi de 568 km (350 mi).

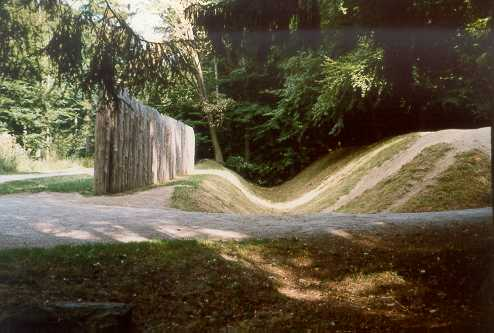
Fronteira reconstruída próximo a Saalburg, Alemanha

## Fronteira da Germânia Inferior
Países Baixos:
- Katwijk (Lugduno dos Batavos)
- Valkenburg (Pretório Agripina)
- Leida (Matilo)
- Alphen aan den Rijn (Albaniana)
- Zwammerdam (Palo Negro)
- Bodegraven
- Woerden (Láurio)
- Vleuten (Flécio)
- Utrecht (Trajeto)
- Vechten (Féccio)
- Rijswijk (Levefano)
- Maurik (Manarício)
- Kesteren (Carvo)
- Arnhem-Meinerswijk (possivelmente Castro de Hércules)
- Duiven
- Herwen-De Bijland (Cárvio)

Alemanha:
- Kleve-Rinderen (Harenácio)[nota 2]
- Bedburg-Hau-Qualburgo (Quadribúrgio)
- Till-Moyland (agora Castro de Steincheshof)
- Kalkar-Altkalkar (Burginácio)
- Xanten (Castra Vetera)
- Wesel-Büderich (Castro de Wesel-Büderich)
- Halen (Calo)[nota 3]
- Duisburg-Baerl
- Moers-Asberg (Ascibúrgio)
- Rheinhausen-Werthausen (Castro de Werthausen)
- Krefeld-Gellep-Stratum (Gélduba)
- Neuss-Gnadental (Novésio)
- Neuss-Grimlinghausen
- Monheim am Rhein (Burungo)
- Dormagen (Durnômago)
- Colônia (Colônia Cláudia Ara Agripinênsio)
- Bona (Bonênsia)
- Remagen (Rigômago)

## Fronteira da Germânia Superior
- Rheinbrohl (agora: Castro de Rheinbrohl)
- Bad Ems (agora: Castro de Ems)
- Adolfseck (Castro de Adolfseck)
- Bad Homburg (Salburgo)
- Wetterau (Estado do Tauno)
- Marköbel
- Großkrotzenburg am Main
- Hainstadt
- Miltenberg
- Rehberg
- Walldüm
- Buchen
- Osterburken
- Jagsthausen
- Welzheim (Castelo de Welzheim)
- Haghof
- Lorch (provavelmente Lauríaco)[nota 4]

## Fronteira da Récia
- Aalen (Alas)
- Ruffenhofen
- Gunzenhausen (Castro de Gunzenhausen)
- Weißenburg (Biriciana)
- Kipfenberg (Castro de Böhming)
- Eining (Abusina)
- Ratisbona (Castra Regina)